# Йохен Ринт
Карл Йохен Ринт (на немски: Karl Jochen Rindt) е австрийски състезател във Формула 1.
Роден е на 18 април 1942 г. в Майнц, Германия, но се състезава за Австрия, въпреки че не приема австрийско гражданство. Световен шампион във Формула 1 за 1970 г. Той е единственият станал посмъртно шампион във Формула 1. На 5 септември 1970 г. загива на пистата Монца, (Италия), но в оставащите кръгове никой не може да го изпревари в генералното класиране.
В 62 състезания има 6 победи, 3 втори места, 4 трети, 6 четвърти и по 1 пето и шесто (общо 107 точки). Дебютира във Формула 1 през 1964 г., като първа победа постига през 1969 г. в Гран при на САЩ на пистата Уоткинс Глен. Постига успехи и в други видове автомобилни състезания. Печели 24-те часа на Льо Ман през 1964 пилотирайки Ферари 250LM заедно с американския състезател Мастен Грегъри.